# Baltazar (programovací jazyk)
SGP Baltazar je programovací a kreslicí systém, s vlastním programovacím jazykem (na bázi C) a strukturálními diagramy (JSP) pro zápis algoritmu, určený pro výuku a pochopení základních principů strukturovaného programování. Obsahuje navíc knihovnu funkcí (převážně pro práci s 2D grafikou), která se jmenuje Baltazar.
Díky přehledným strukturálním diagramům, rozsáhlé knihovně s českými příkazy a kompletnímu českému prostředí byl tento nástroj určen všem věkovým kategoriím, včetně dětí ve věku od šesti let.

## Historie
SGP Baltazar byl vyvinut českou společností SGP Systems a uveden na trh v roce 1993. Vznikl rozšířením nástroje "SGP c" (Soukup Graphic Preprocessor for C, 1985) o vlastní interpretr jazyka C a vlastní grafickou knihovnu Baltazar.
SGP Baltazar byl určen pro operační systém MS-DOS, poslední verze 5.0 byla uvedena v roce 1998 a zatím nemá přímého nástupce pro žádný jiný operační systém. 
V programovacím nástroji Baltazar byl v roce 1996 naprogramován první plně ikonový programovací nástroj  SGP Baltík (verze 1 a 2 pro MS-DOS). 
Ačkoliv by se mohlo zdát, že nástroj Baltík je pokračováním Baltazara, není tomu tak.  Baltík je koncepčně zcela jiný nástroj, který však pokračování pro Windows má (Baltie 3 a Baltie 4 C#).